# Helge Gerndt
Helge Gerndt (* 16. September 1939 in Dresden) ist ein deutscher Volkskundler.

## Leben
Gerndt studierte zunächst Volkskunde, Germanistik und Geografie an den Universitäten Kiel und Wien. 1966 promovierte er an der Kieler Universität mit der Dissertation Fliegender Holländer und Klabautermann. Sagengestalten der See. Ende der 60er Jahre verfasste Gerndt eine der ersten ideologiekritischen Arbeiten der volkskundlichen Forschung in der Zeit des Nationalsozialismus. 1973 folgte die Habilitationsschrift an der Universität München: Vierbergelauf. Gegenwart und Geschichte eines Kärntner Brauchs. 1979 wurde er Professor für Volkskunde an der Universität Regensburg. Bereits im darauf folgenden Jahr berief man ihn auf den Volkskunde-Lehrstuhl an die Ludwig-Maximilians-Universität in München. Seit 2004 ist er dort emeritiert.
Zwischen 1987 und 1991 war er erster Vorsitzender der Deutschen Gesellschaft für Volkskunde (DGV), seit 1994 ist er Mitherausgeber der Enzyklopädie des Märchens.
Gerndt publizierte zur kulturwissenschaftlichen Theorie und Methodik, Wissenschaftsgeschichte, Erzähl- und Brauchforschung, Alltagskultur der Gegenwart sowie zur kulturellen Bedeutung von Bildern.
2021 wurde Gerndt für sein Lebenswerk mit dem Europäischen Märchenpreis ausgezeichnet.

## Publikationen
- Fliegender Holländer und Klabautermann. Sagengestalten der See. Kiel 1966. Druck: Göttingen 1971.
- Vierbergelauf. Gegenwart und Geschichte eines Kärntner Brauchs. Klagenfurt, Bonn 1973 (= Aus Forschung und Kunst, Band 20).
- Kultur als Forschungsfeld. Über volkskundliches Denken und Arbeiten. München 1981, 2. Auflage 1986.
- Studienskript Volkskunde. Eine Handreichung für Studierende. München 1990 (= Münchner Beiträge zur Volkskunde, Band 12). ³1997.
- Kulturwissenschaft im Zeitalter der Globalisierung. Volkskundliche Markierungen. Münster u. a. 2002 (= Münchner Beiträge zur Volkskunde)
- Der Bilderalltag. Perspektiven einer volkskundlichen Bildwissenschaft. (= Münchner Beiträge zur Volkskunde, Bd. 33) Waxmann, Münster u. a. 2005 ISBN 3-8309-1553-5
- Sagen – Fakt, Fiktion oder Fake? Eine kurze Reise durch zweifelhafte Geschichten vom Mittelalter bis heute. Münster u. a. 2020 ISBN 978-3-8309-4200-9